# Вулиця Байди Вишневецького (Черкаси)
Вулиця Ба́йди-Вишневе́цького — одна з вулиць у місті Черкаси.

## Розташування
Починається з площі перед Будинком природи, простягається спочатку на захід, а потім повертає на південний захід. Під кінець проходить під мостом залізниці Сміла-Гребінка і перпендикулярно вливається до вулиці Оборонної.
Вулиця є однією з центральних, проходить через історичний центр міста, перетинаючи Хрещатик та бульвар Шевченка.

## Опис
Вулиця неширока, по 1-2 смуги руху в кожний бік. На початку праворуч вулиці розташований сквер імені Богдана Хмельницького. При перетині з бульваром Шевченка утворюється центральна площа міста — Соборна площа.

## Походження назви
Вперше вулиця згадується 1879 року як Косюринська. З 1893 року відома як Новобазарна та Поліцейська. В період з 1908 по 1923 роки була поділена на дві частини — вулиці Новобазарну та Суворівську. 1923 року вулиця була об'єднана і названа на честь Свердлова. В період німецької окупації 1941-1943 років носила назву на честь Симона Петлюри. Після війни було повернуто довоєнну назву, а 1993 року змінено на сучасну. Названа на честь князя Дмитра Вишневецького, черкаського старости.

## Будівлі
- № 2 — у будинку тримали під арештом Тараса Шевченка, 1964 року тут було встановлено меморіальну дошку
- № 6 — Черкаське музичне училище імені Семена Гулака-Артемовського
- № 8 — Черкаська обласна універсальна наукова бібліотека імені Т. Г. Шевченка
- № 10 — будинок, де жив Іван Лутак, перший губернатор Черкаської області
- № 13 — галерея «Брама»
- № 14 — Черкаський планетарій, колишній будинок Лисака
- № 17 — Черкаський центр підвищення кваліфікації державних службовців
- № 18 — будинок Федерації профспілок Черкаської області
- № 22 — житловий будинок та ресторан «Ярославна», на місці якого до 1917 року розміщувалась жіноча гімназія Самойловської
- № 31 — корпус № 2 Черкаської дитячої музичної школи № 1
- № 33 — Черкаська дитяча музична школа № 1 імені М. В. Лисенка, колишній Прибутковий будинок Лисака-Гаркавенка
- № 34 — центральний міський поштамт
- № 35 — колишній Будинок Лисака-Гаркавенка
- № 36 — колишній Будинок Лисенка
- № 36 — Черкаська міська рада
- № 40 — відділення банку «Приватбанк», колишній кінотеатр «Дніпро»
- № 58 — Черкаська спеціалізована школа № 3
- № 85 — підприємство «Фотоприлад»

## Галерея

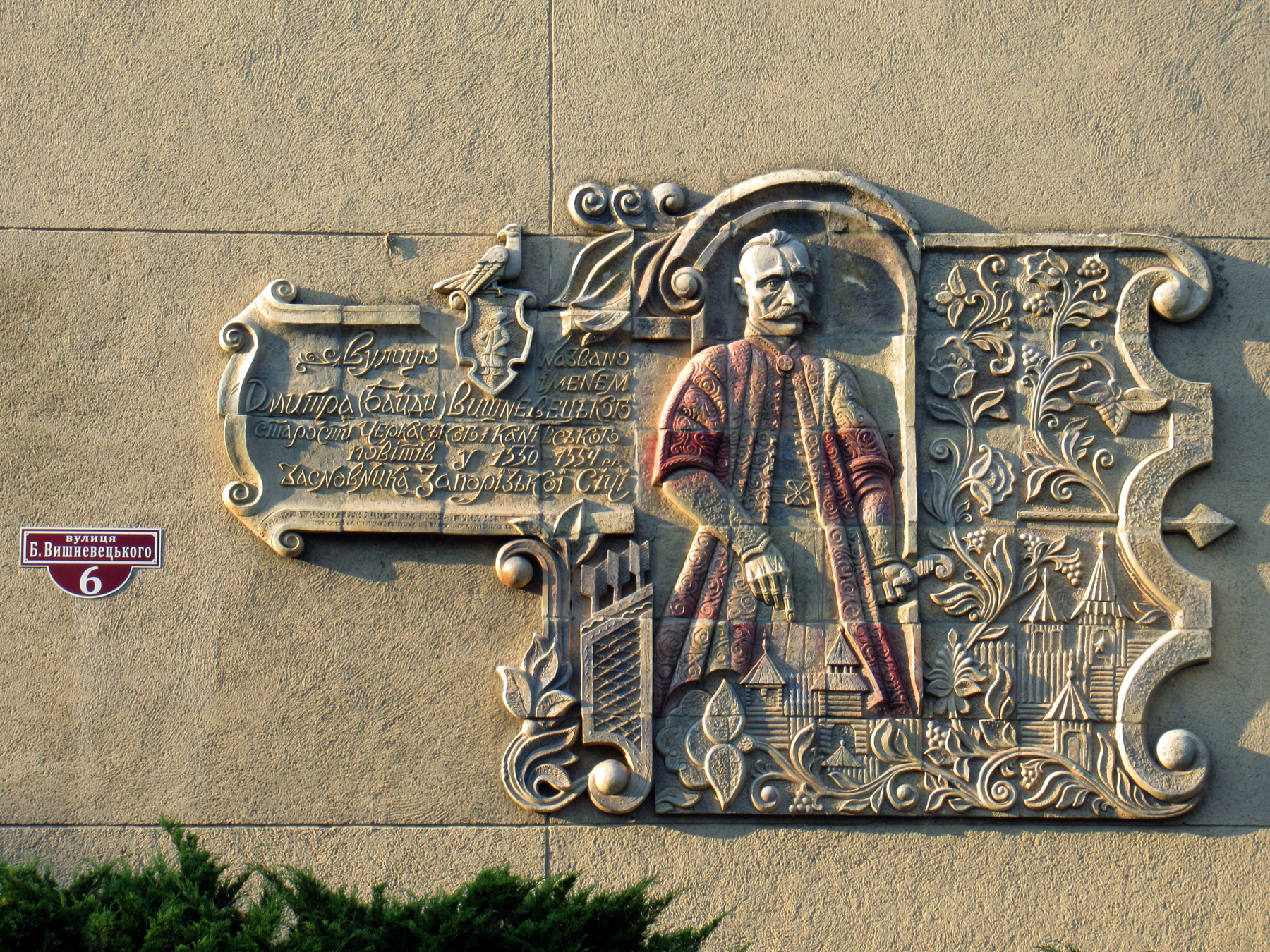
анотаційне панно вулиці на будівлі Черкаського музичного коледжу
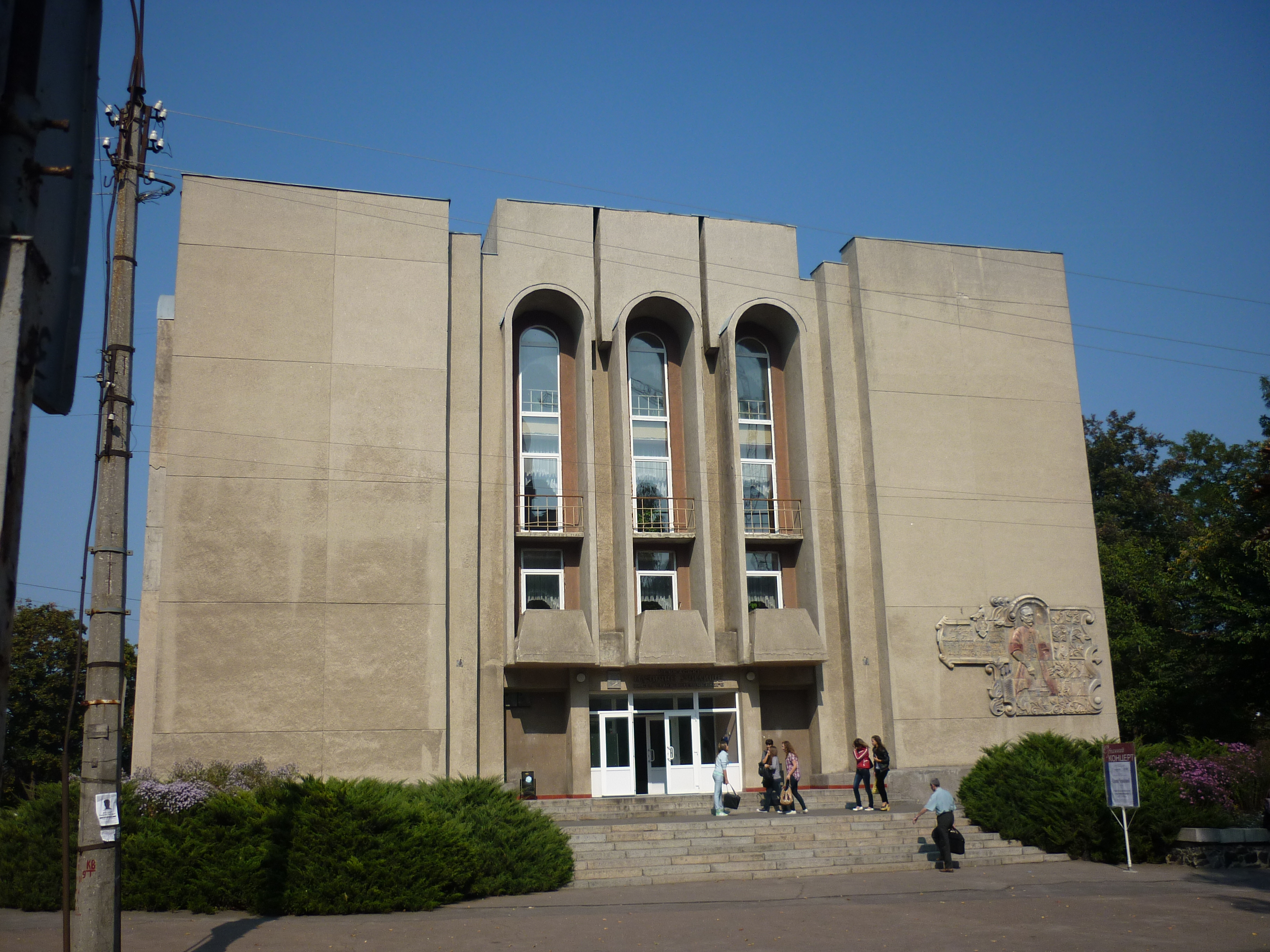
Будинок № 6
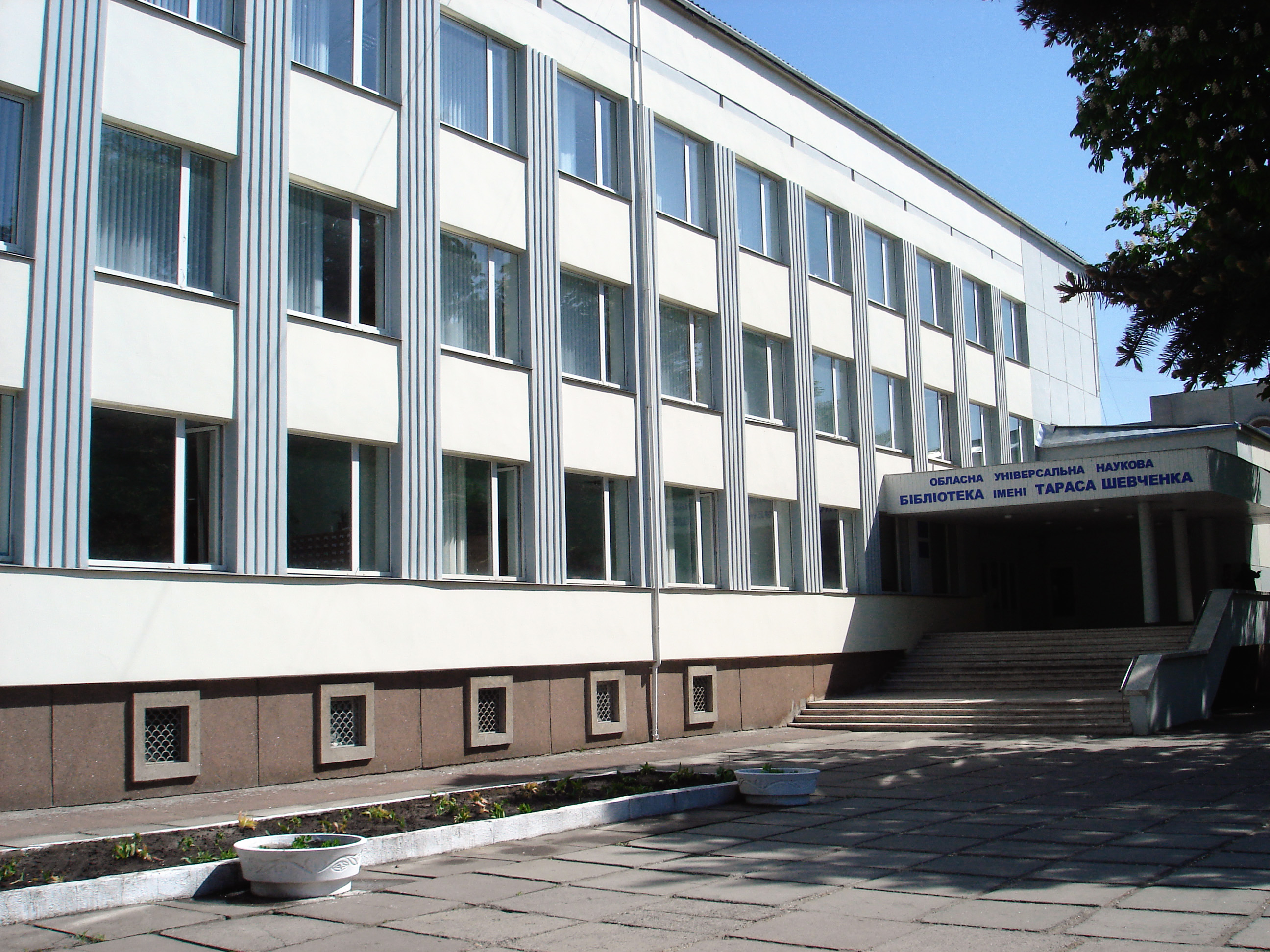
Будинок № 8
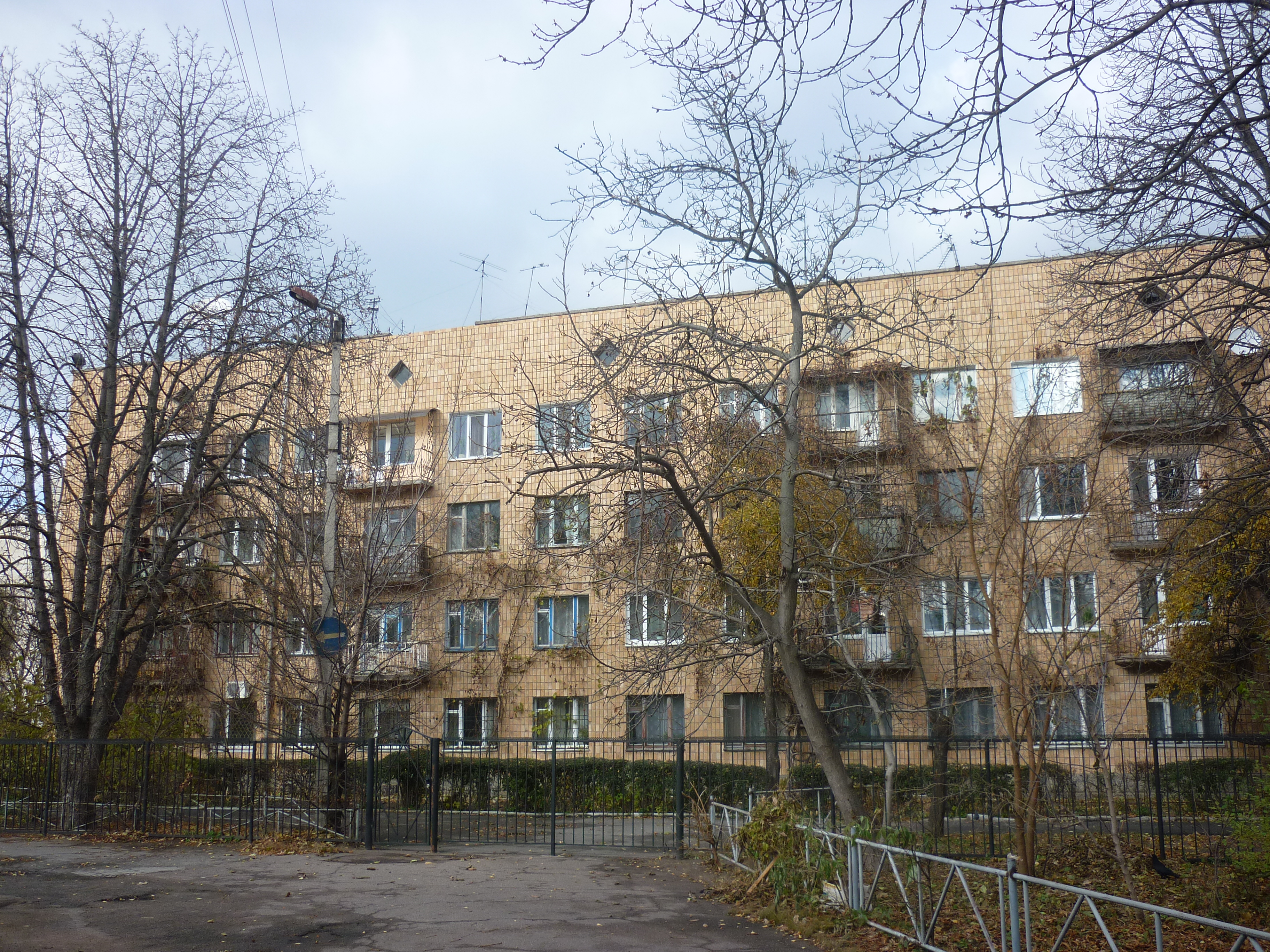
Будинок № 10
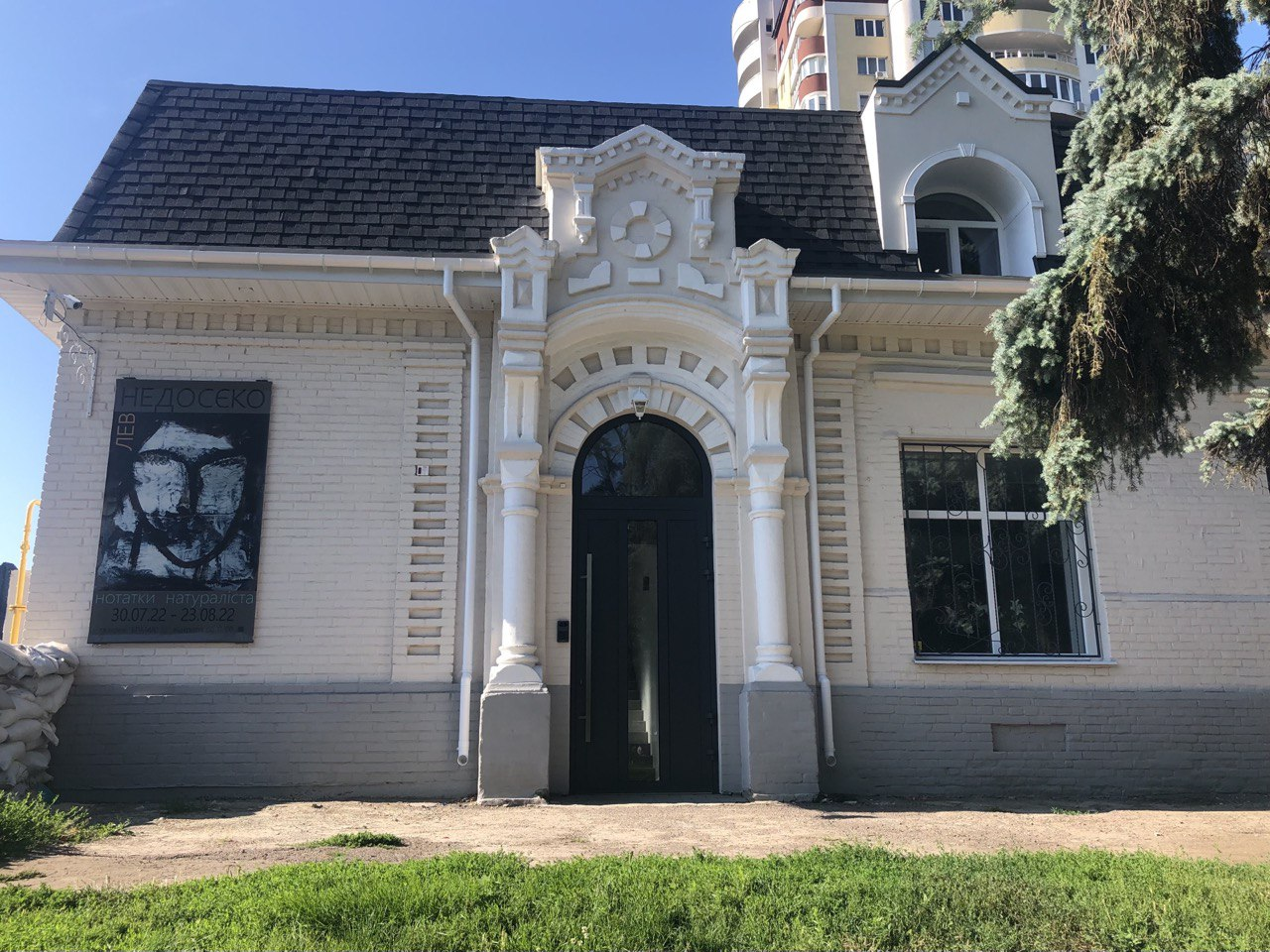
Будинок № 13
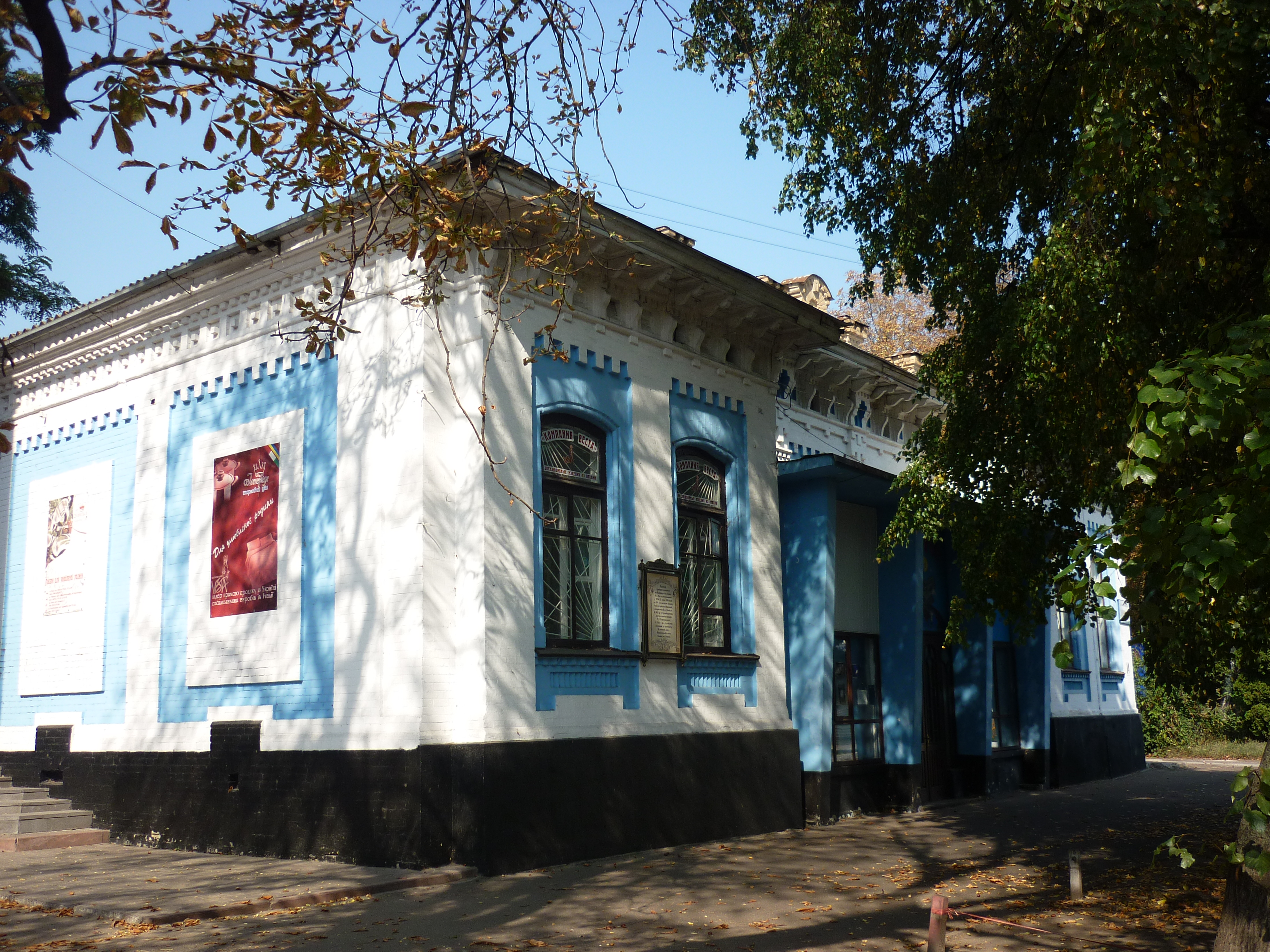
Будинок № 14
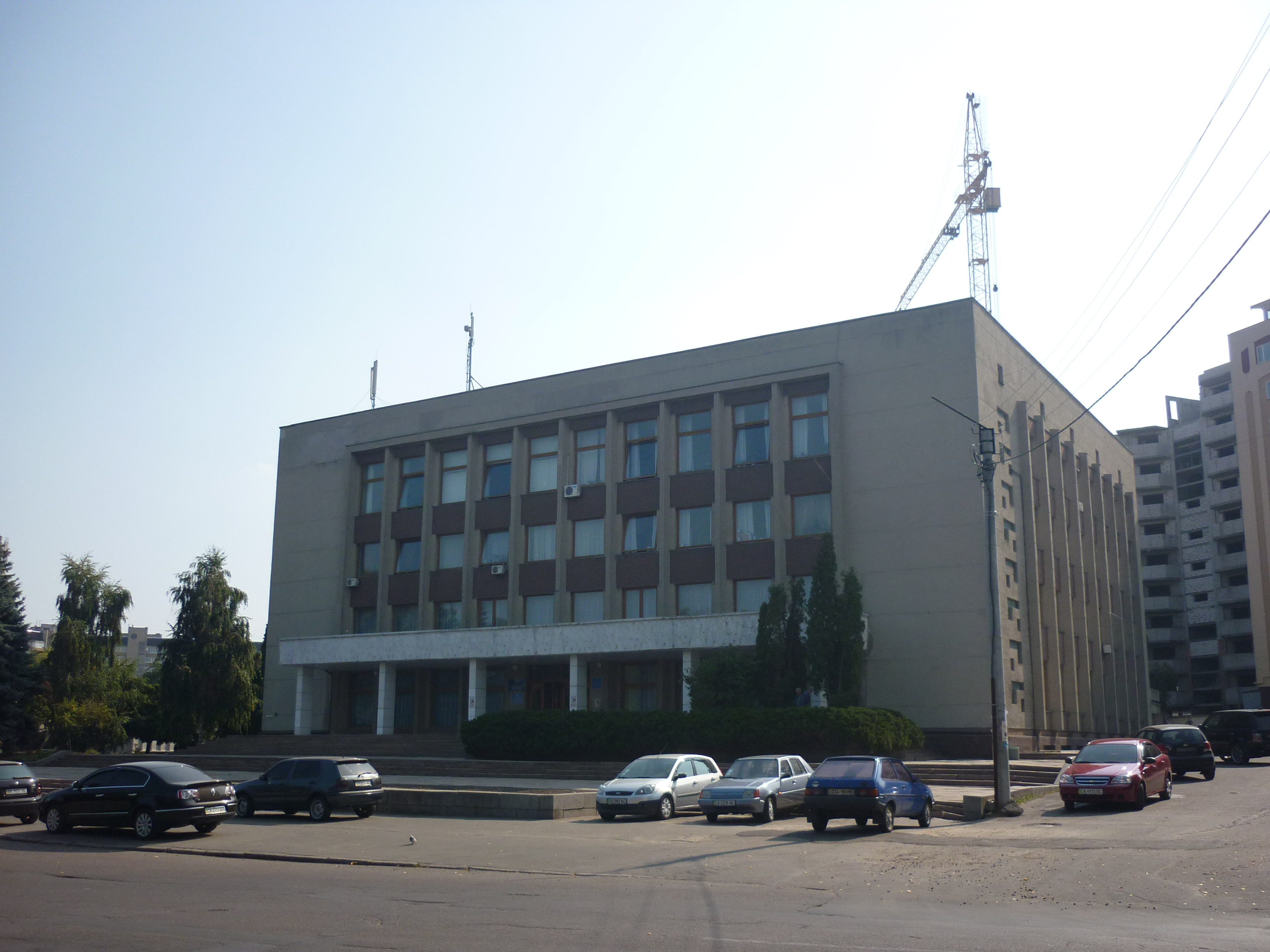
Будинок № 17
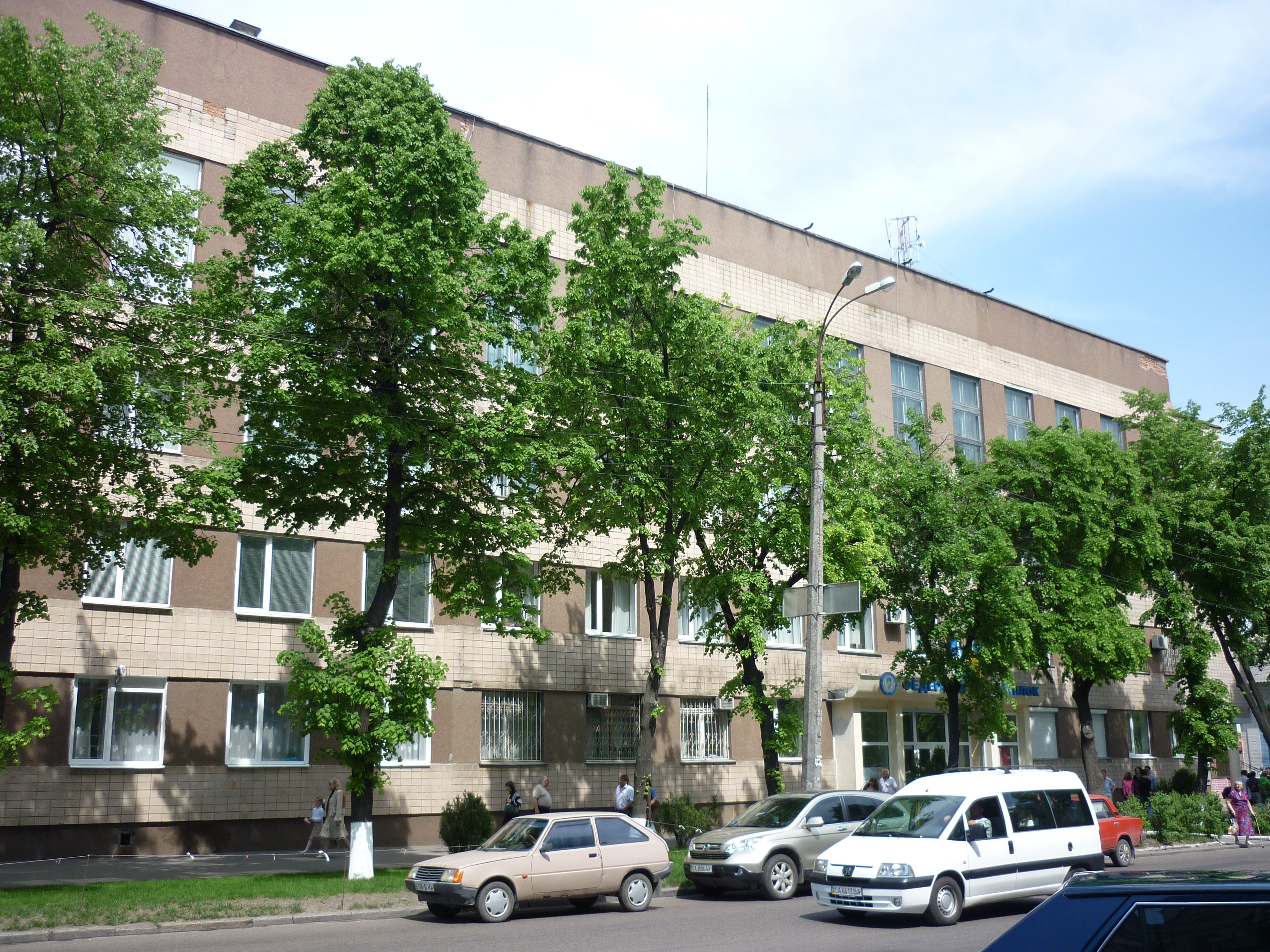
Будинок № 18
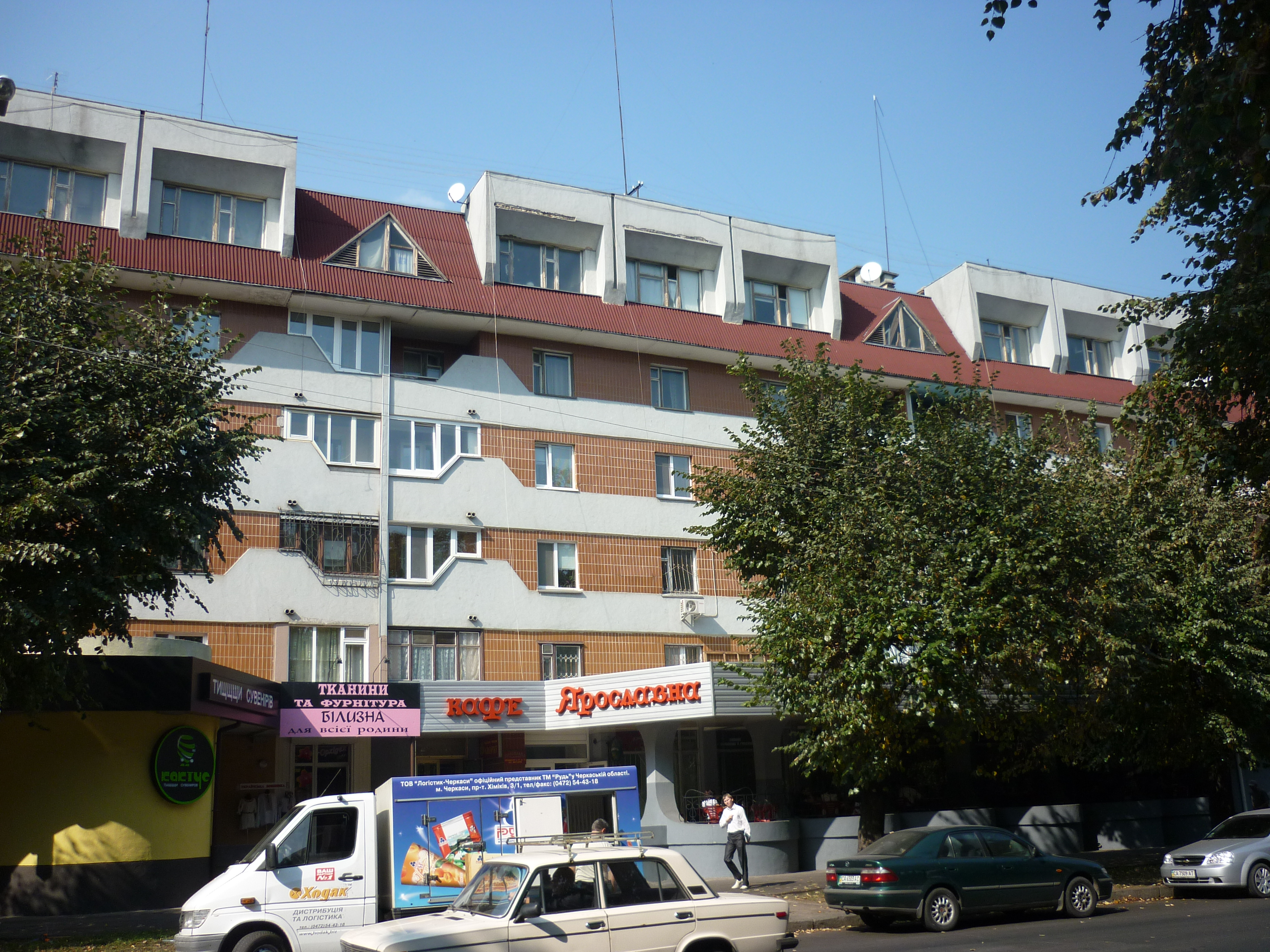
Будинок № 22
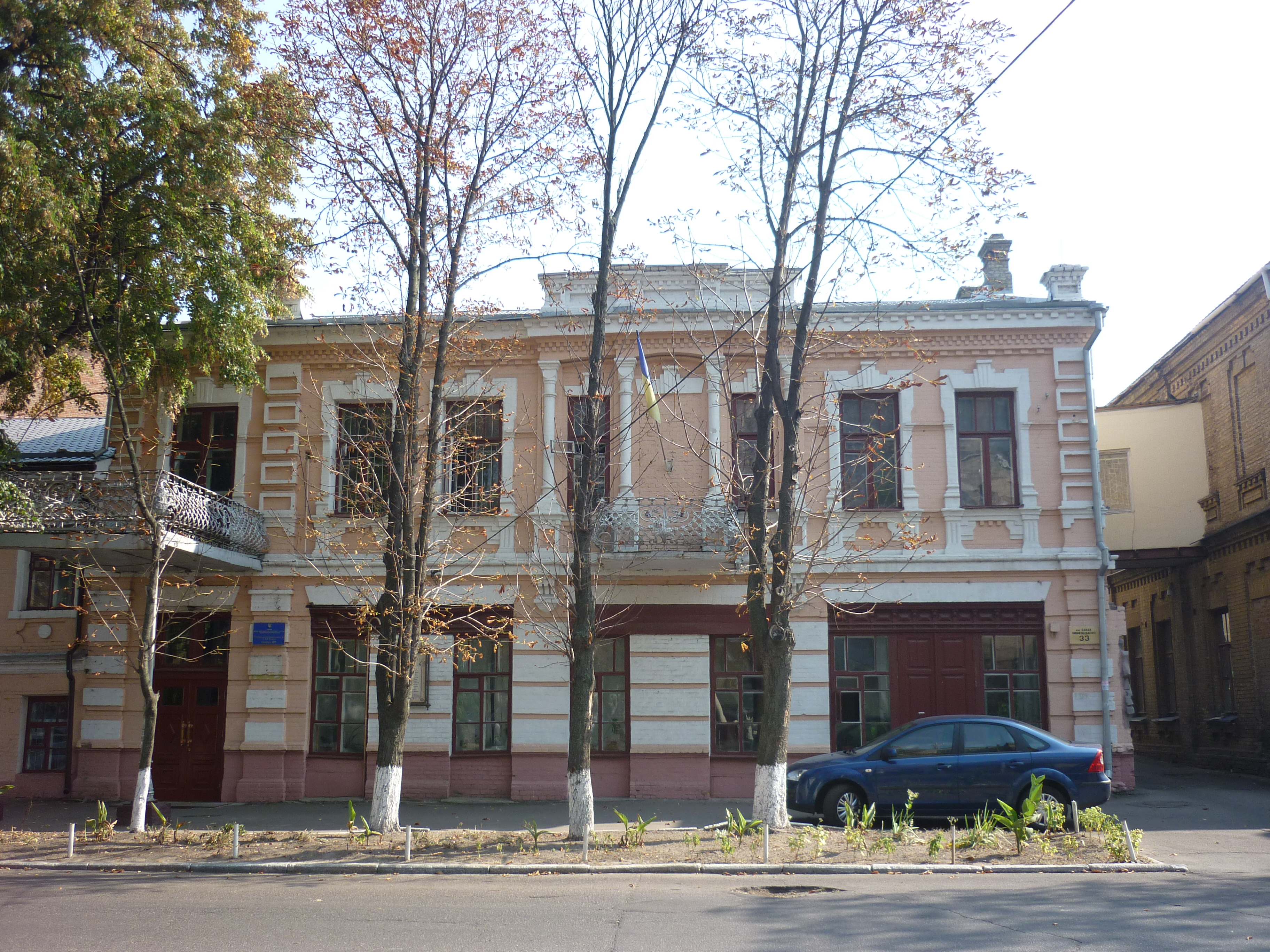
Будинок № 33
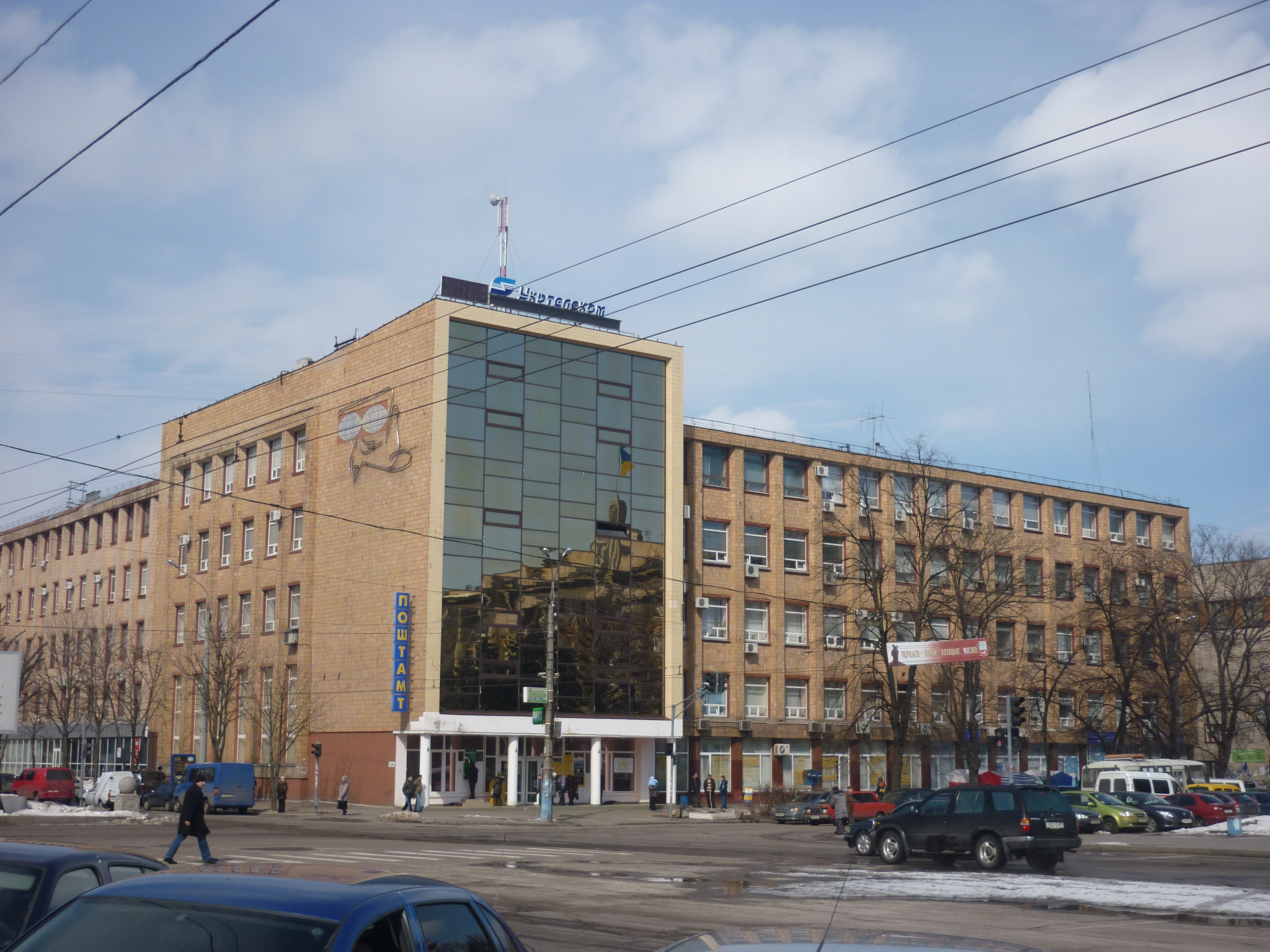
Будинок № 34
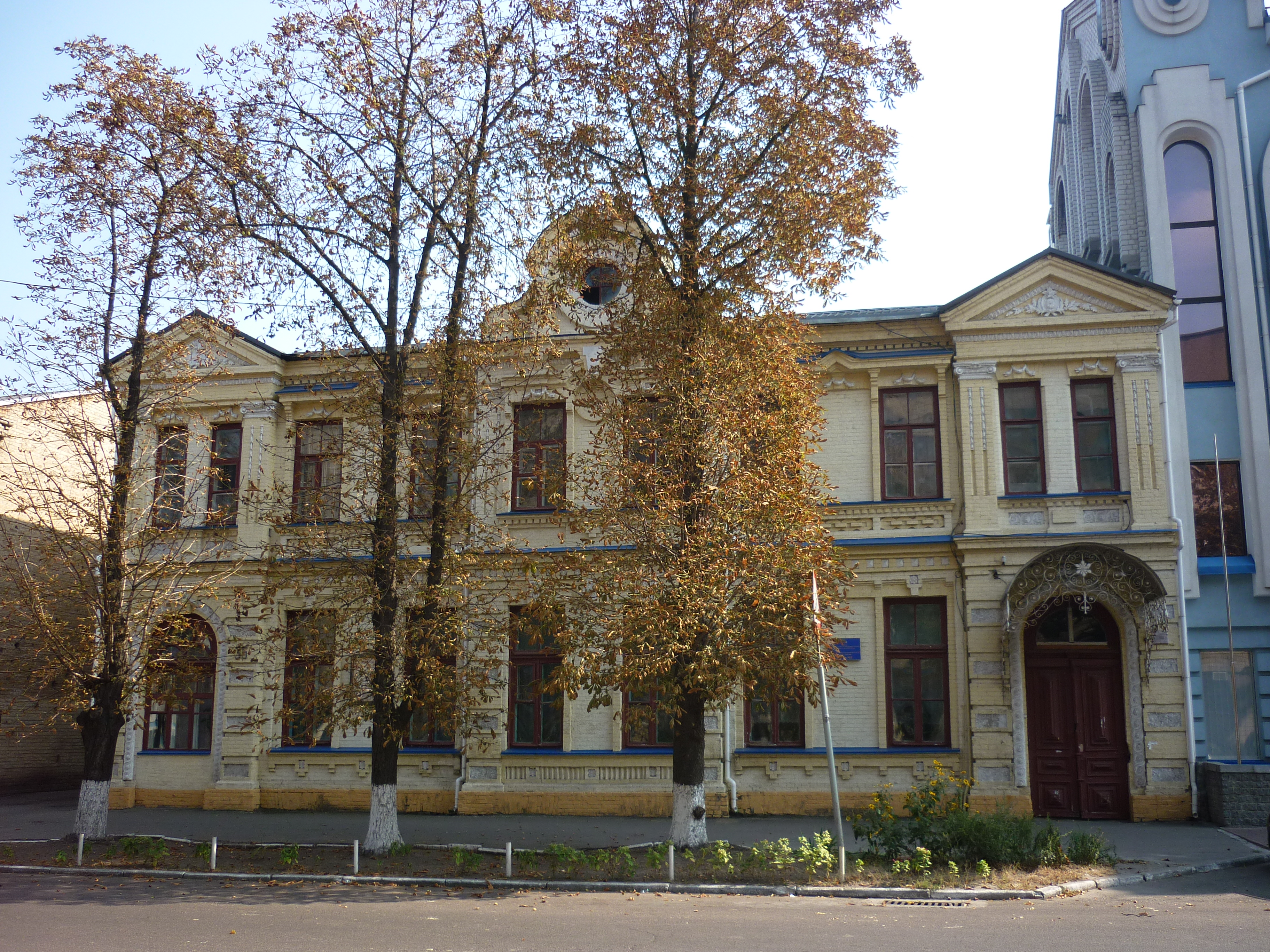
Будинок № 35
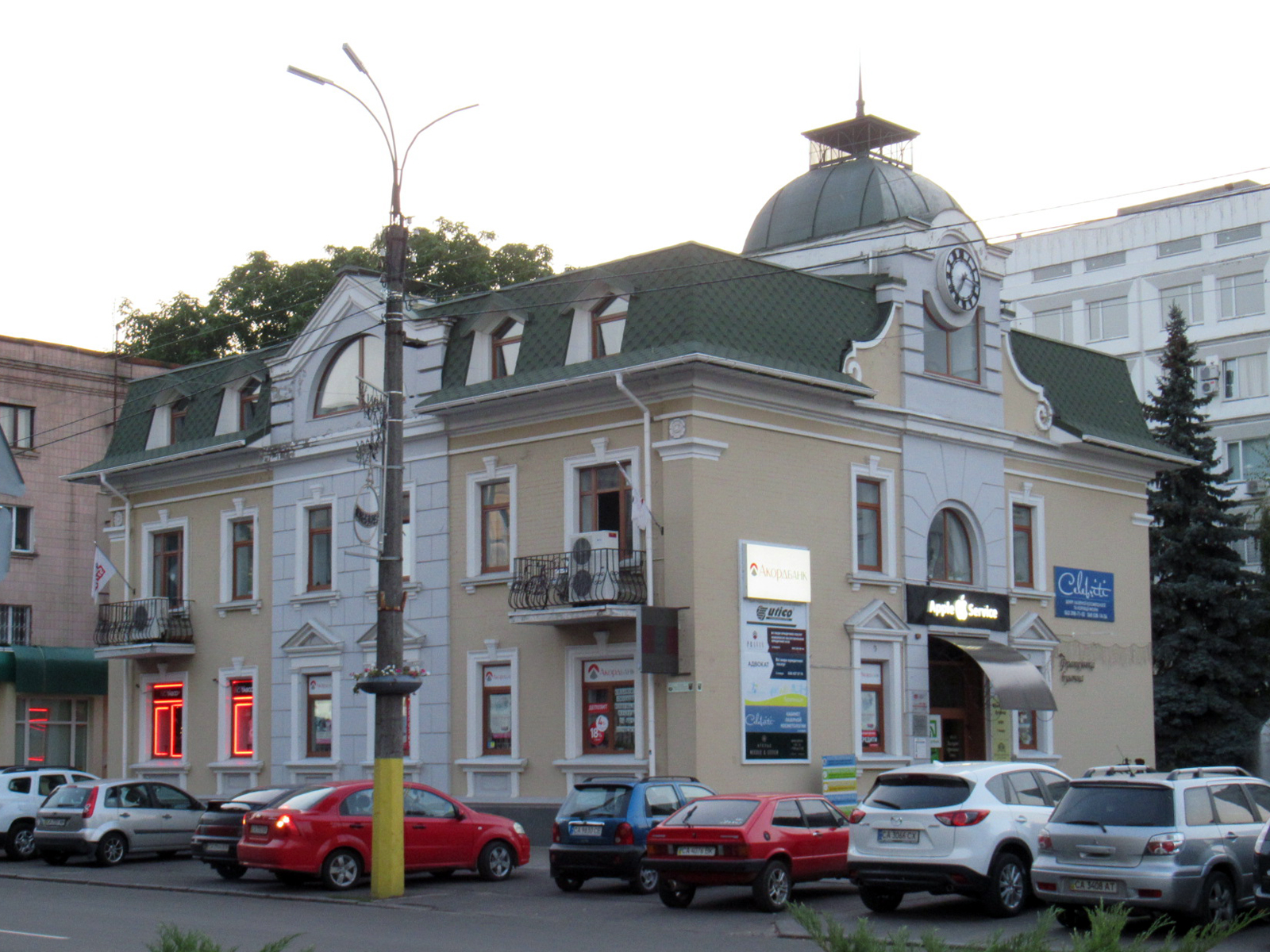
№ 36/1 – будинок Лисенка
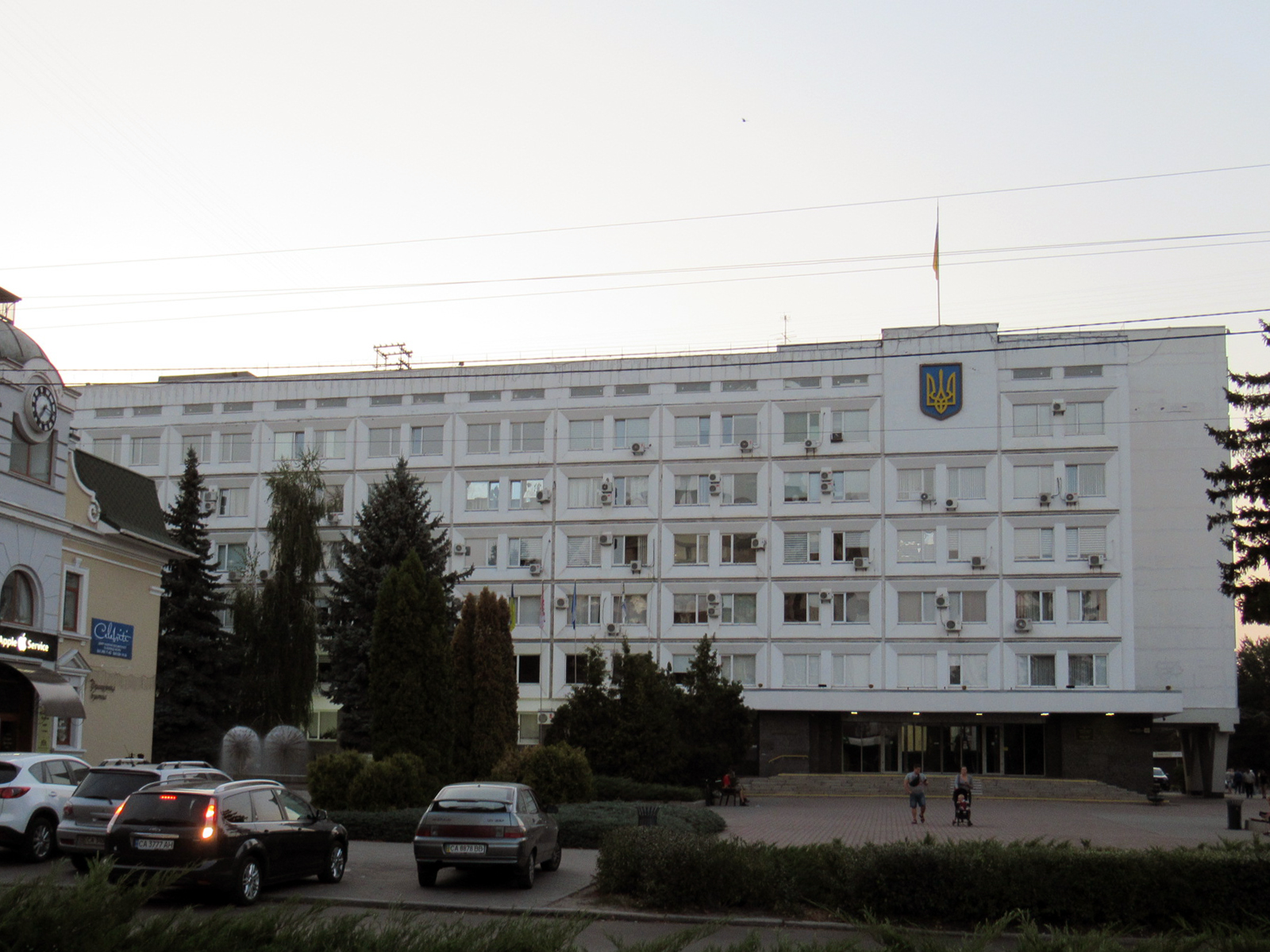
№ 36 — міськрада
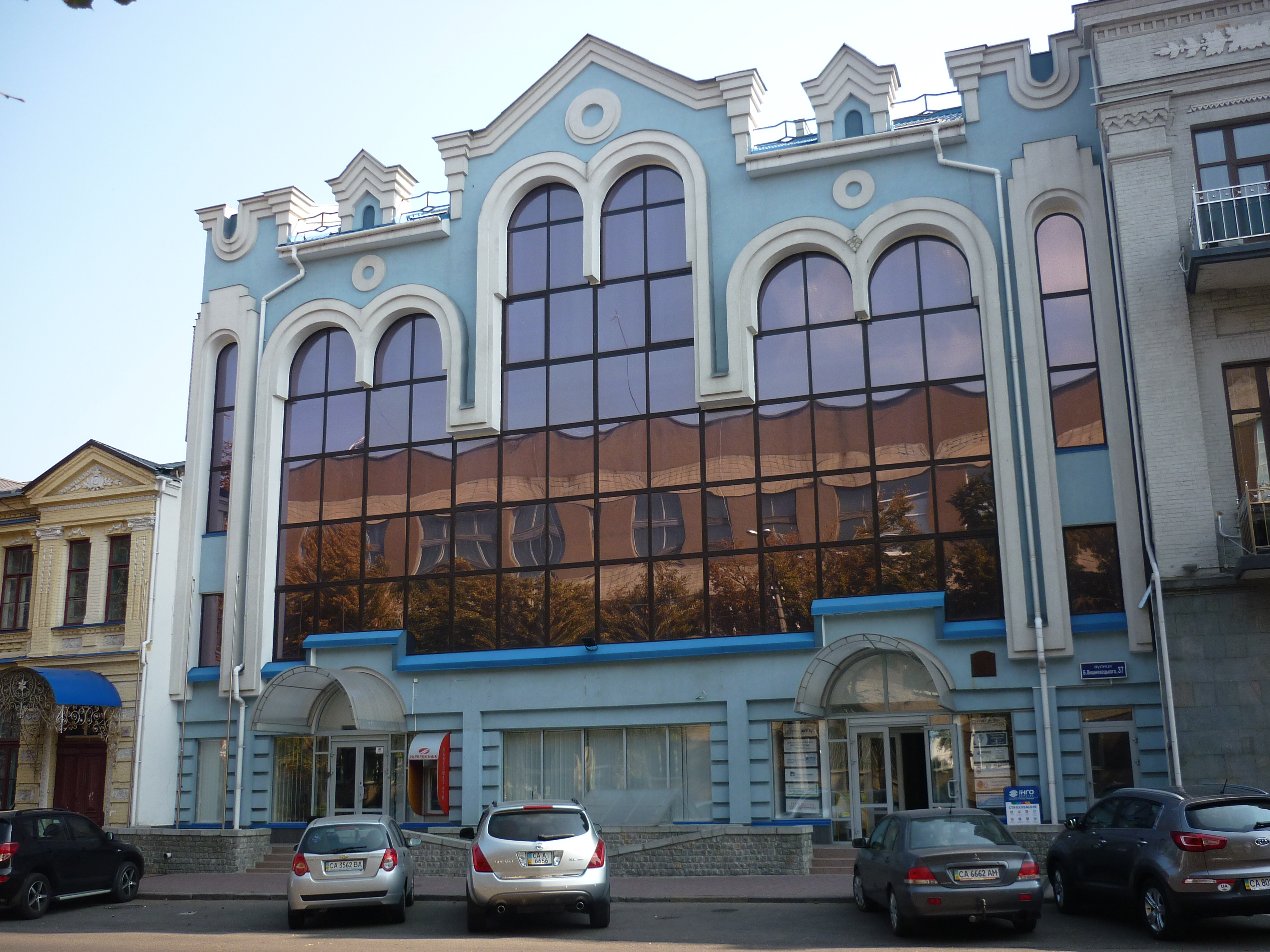
Будинок № 37
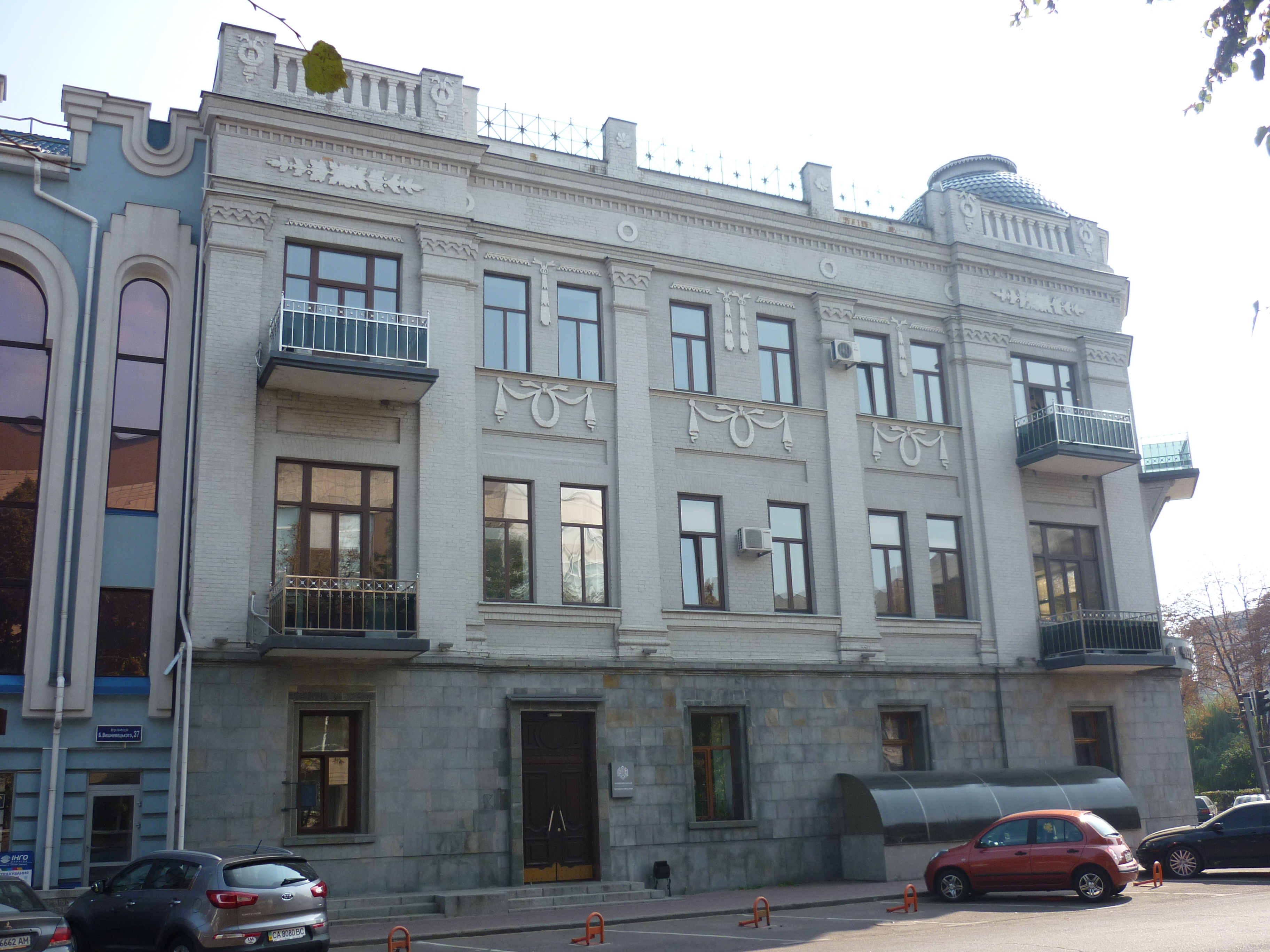
місце № 39 — будинок Цибульських (має адресу вул. Хрещатик, 217)
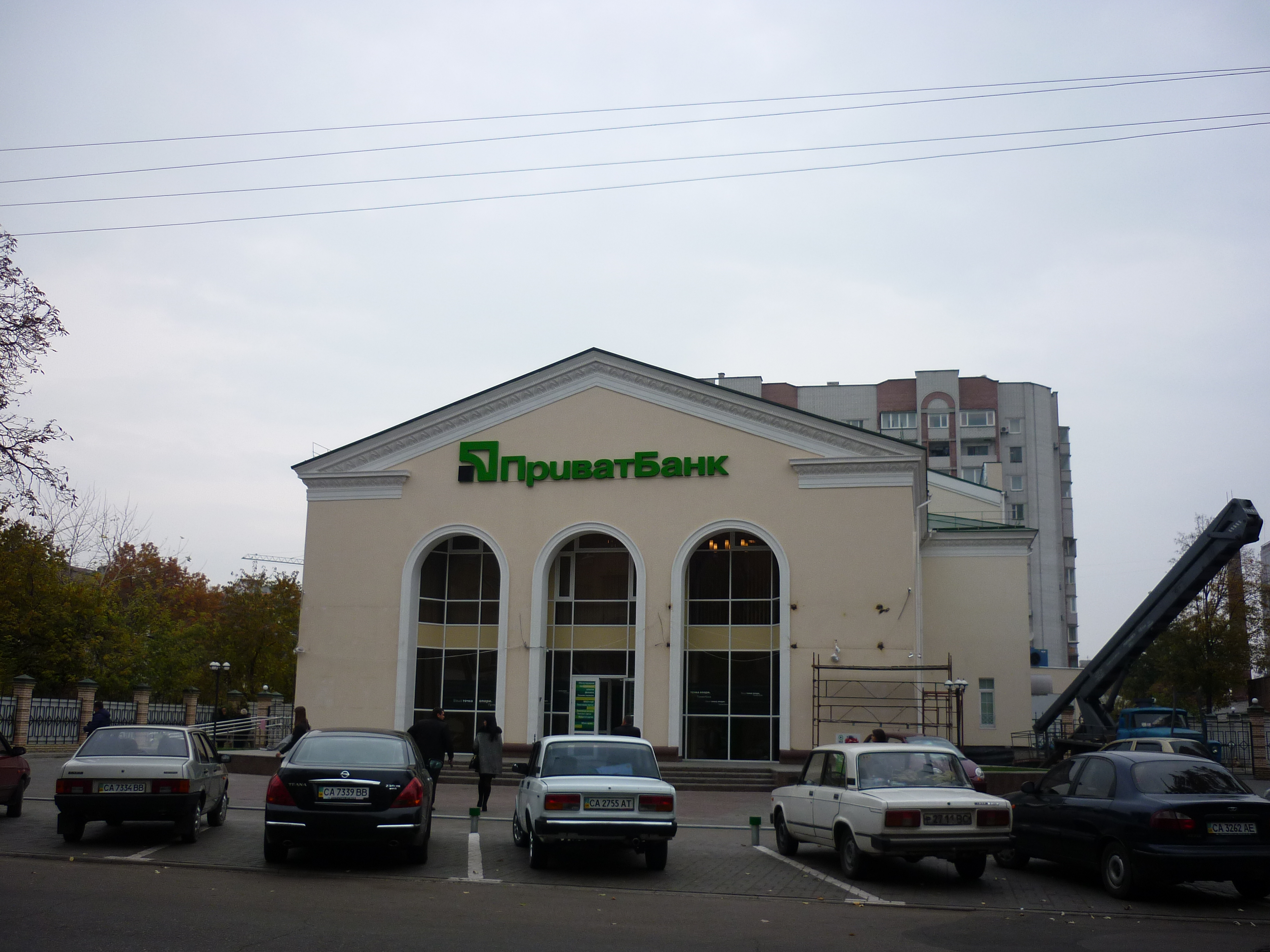
Будинок № 40 — колишні типовий кінотеатр «Дніпро»
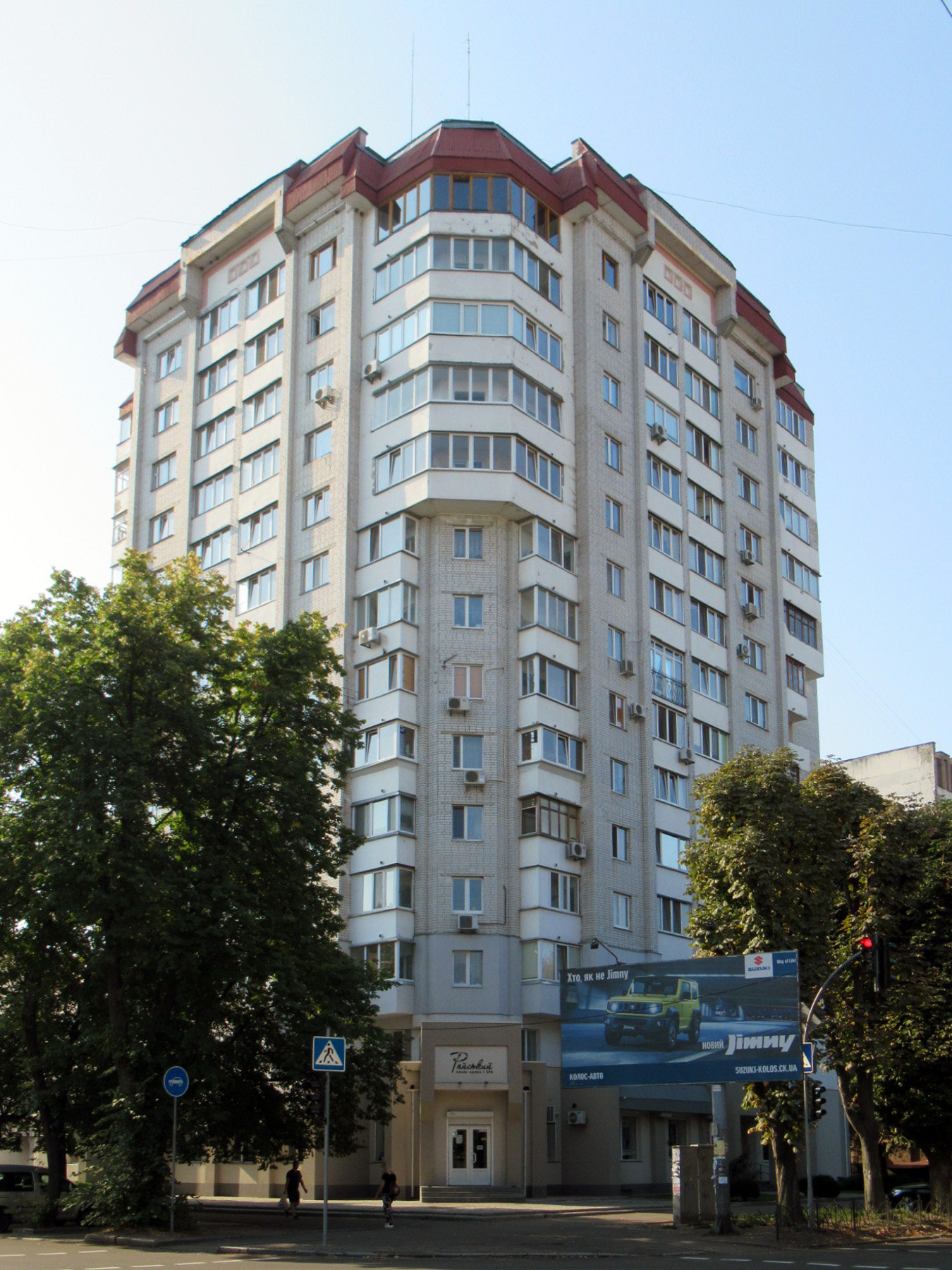
№ 49 на розі з вул. Гоголя
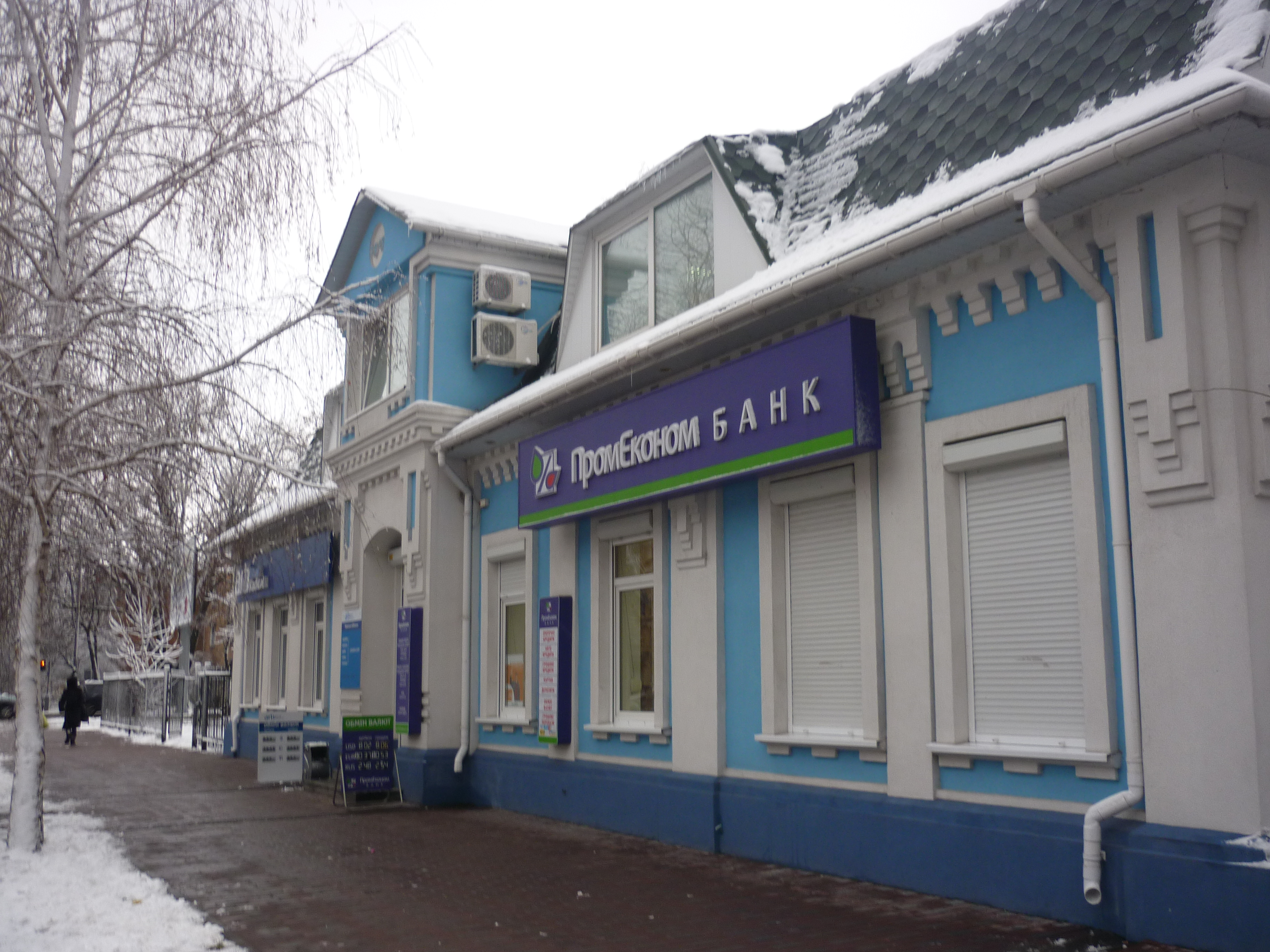
Будинк № 55
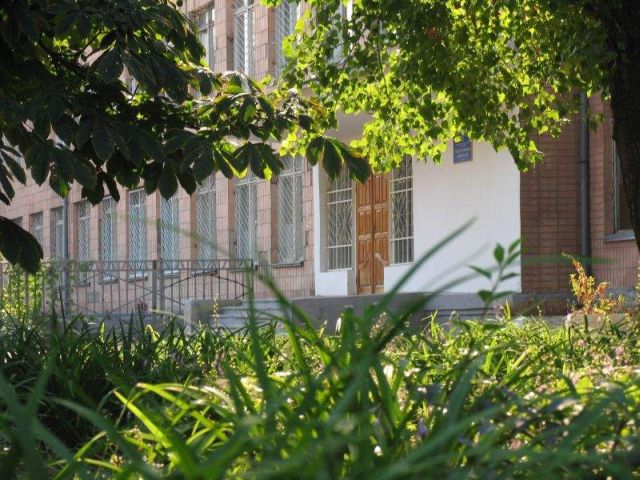
Будинок № 58
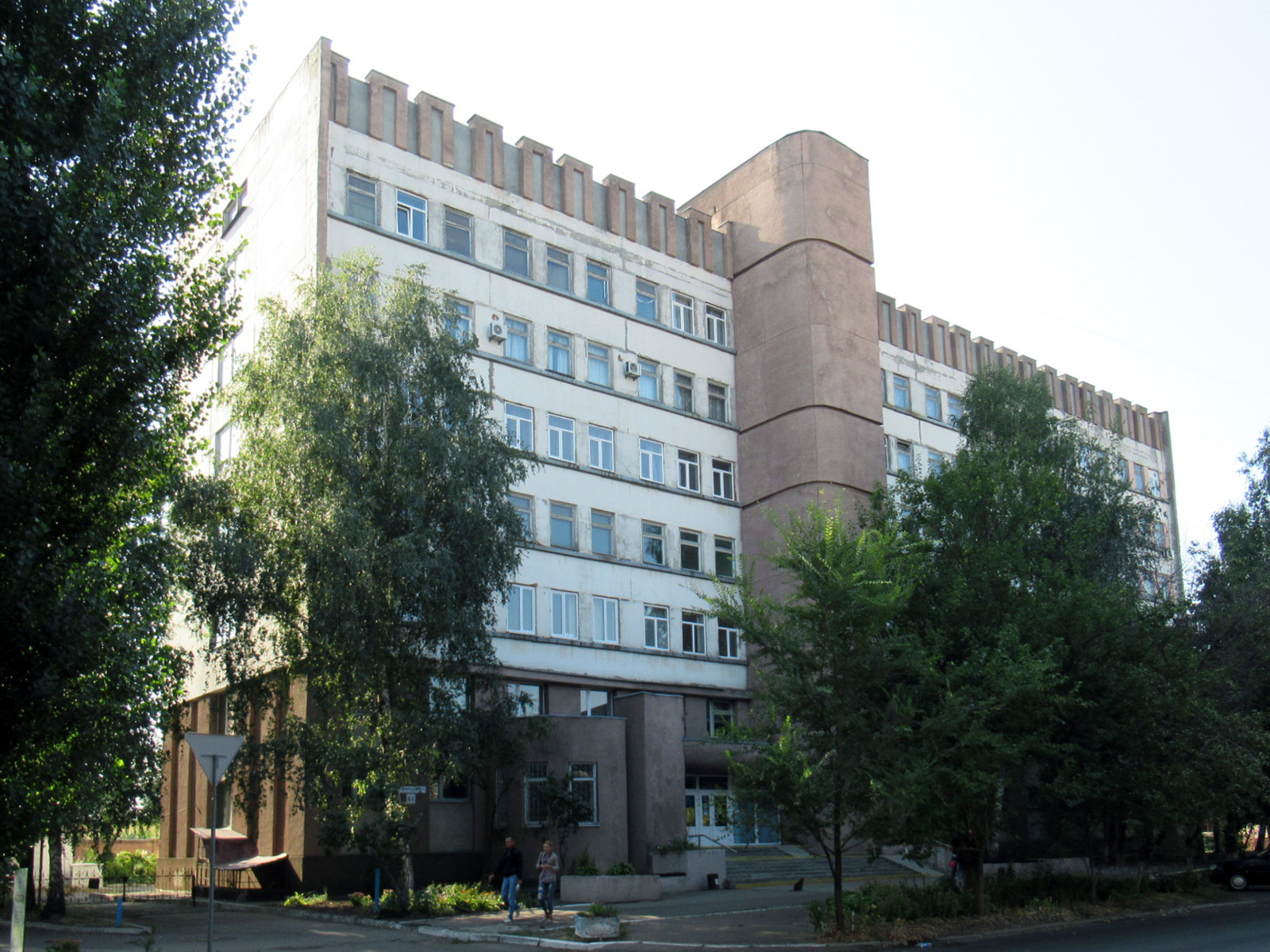
№ 61 – Четвертий міський центр первинної медико-санітарної допомоги, колишня медсанчастина НВК «Фотоприлад»
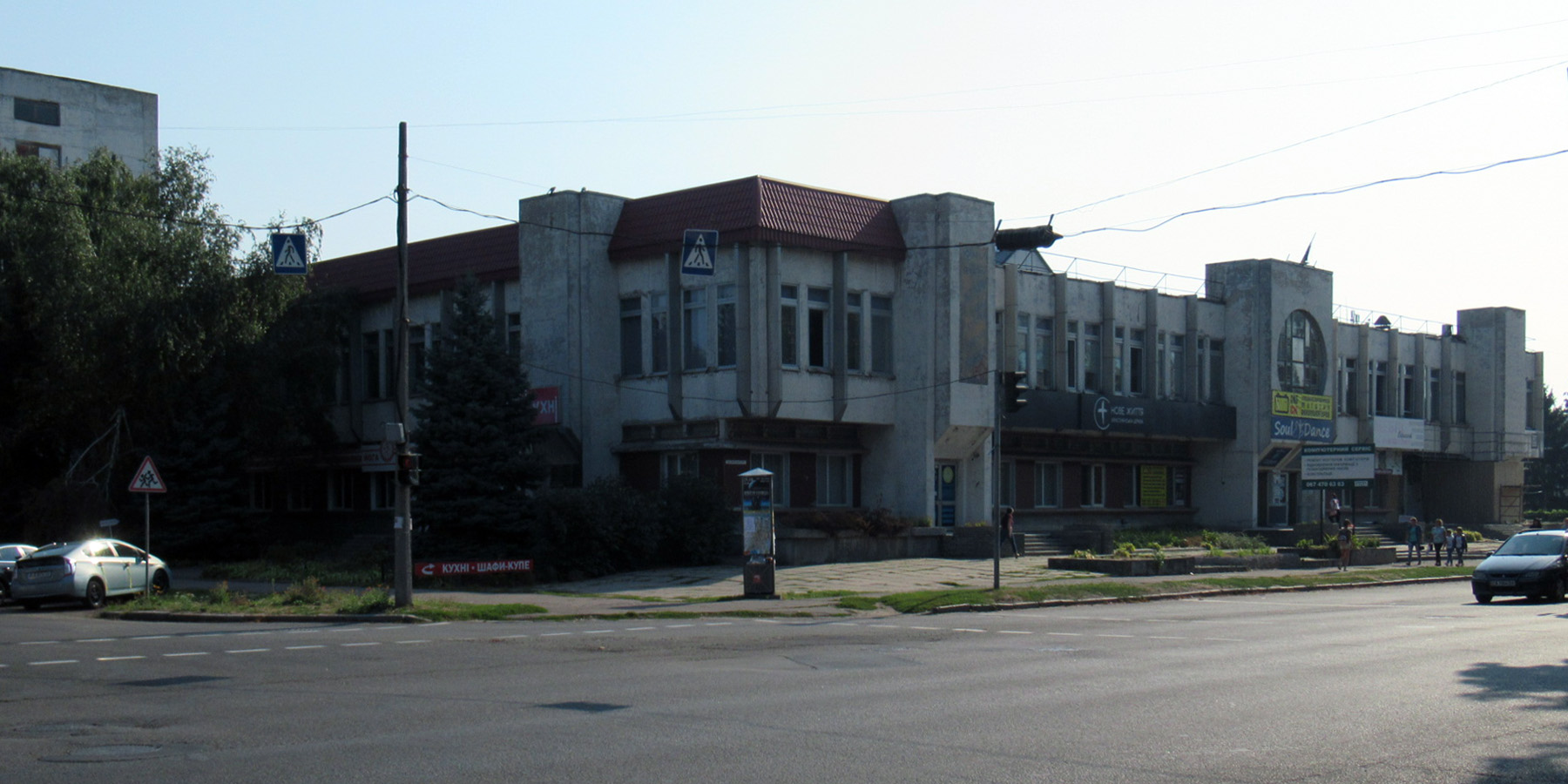
№ 63 — колишня їдальня заводу «Фотоприлад» на розі з вул. Благовісною
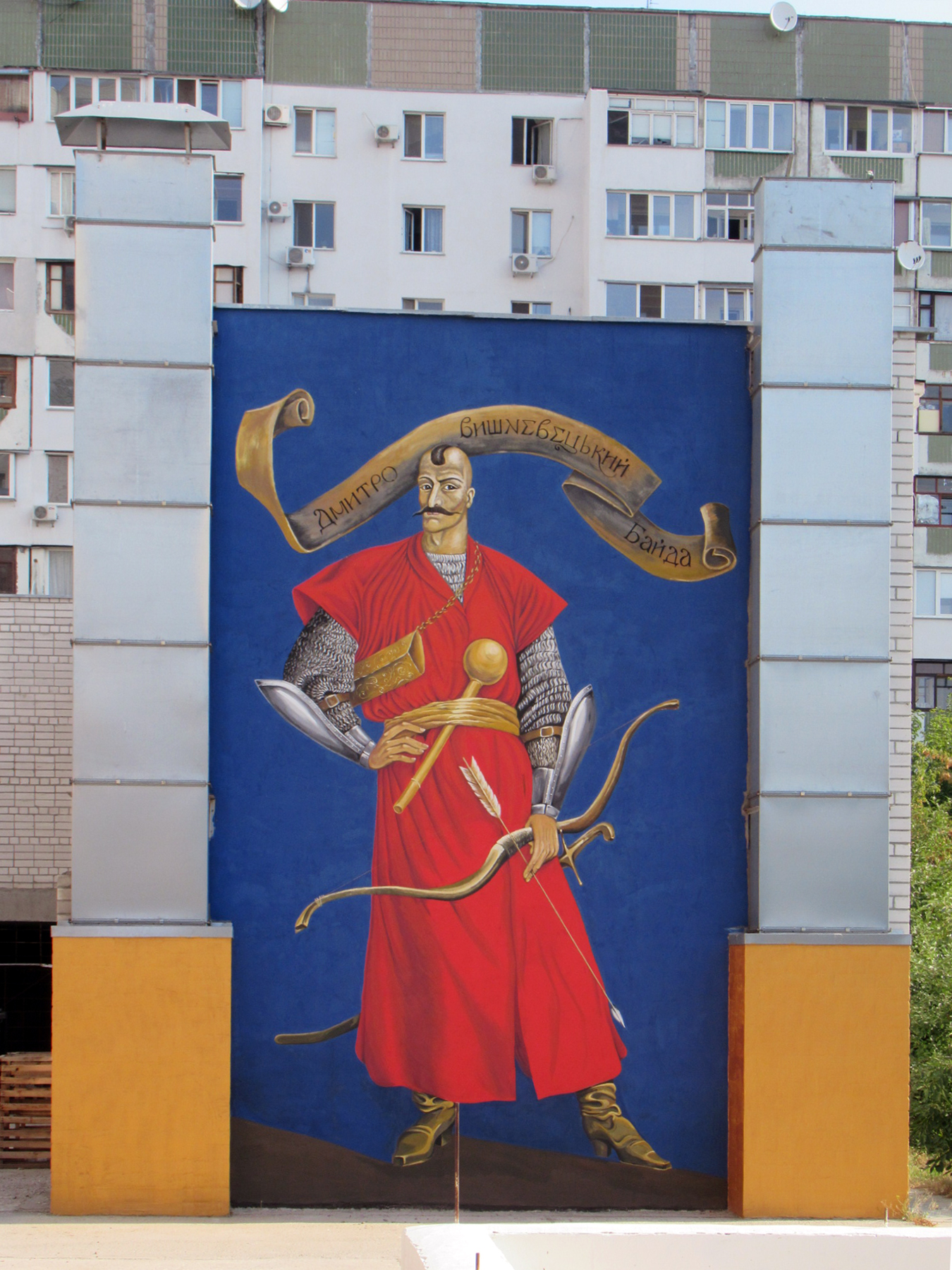
стінопис з Байдою Вишневецьким
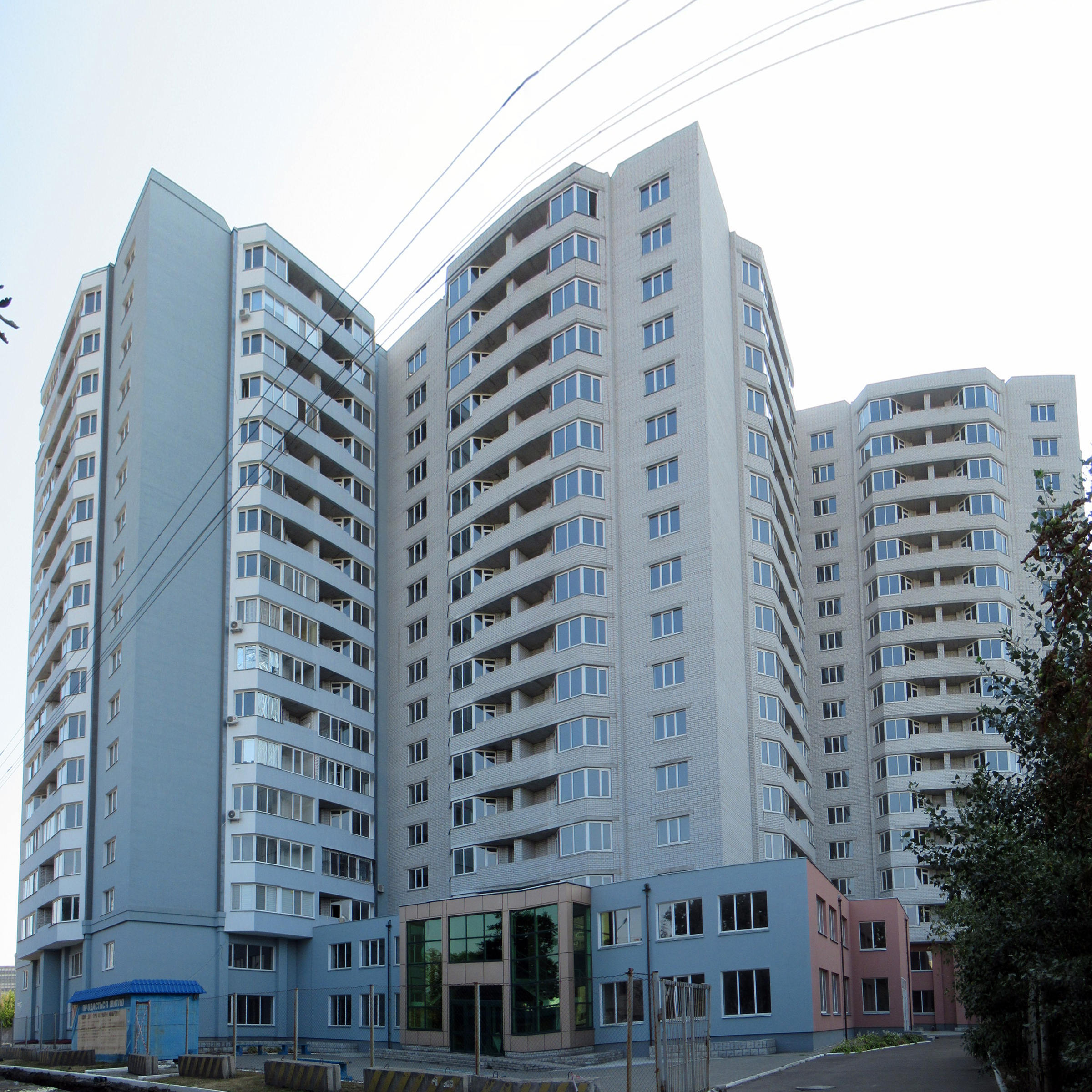
№ 97 – житловий будинок «Затишок»

## Пам'ятники та пам'ятні дошки
Пам'ятники:
- Митрополитові Василю Липківському — біля Черкаського музичного училища імені С. С. Гулака-Артемовського

Пам'ятні дошки:
- Кушніру М. О. — на фасаді Черкаського музичного училища, де у 1901-1909 роках навчався один із засновників ОУН

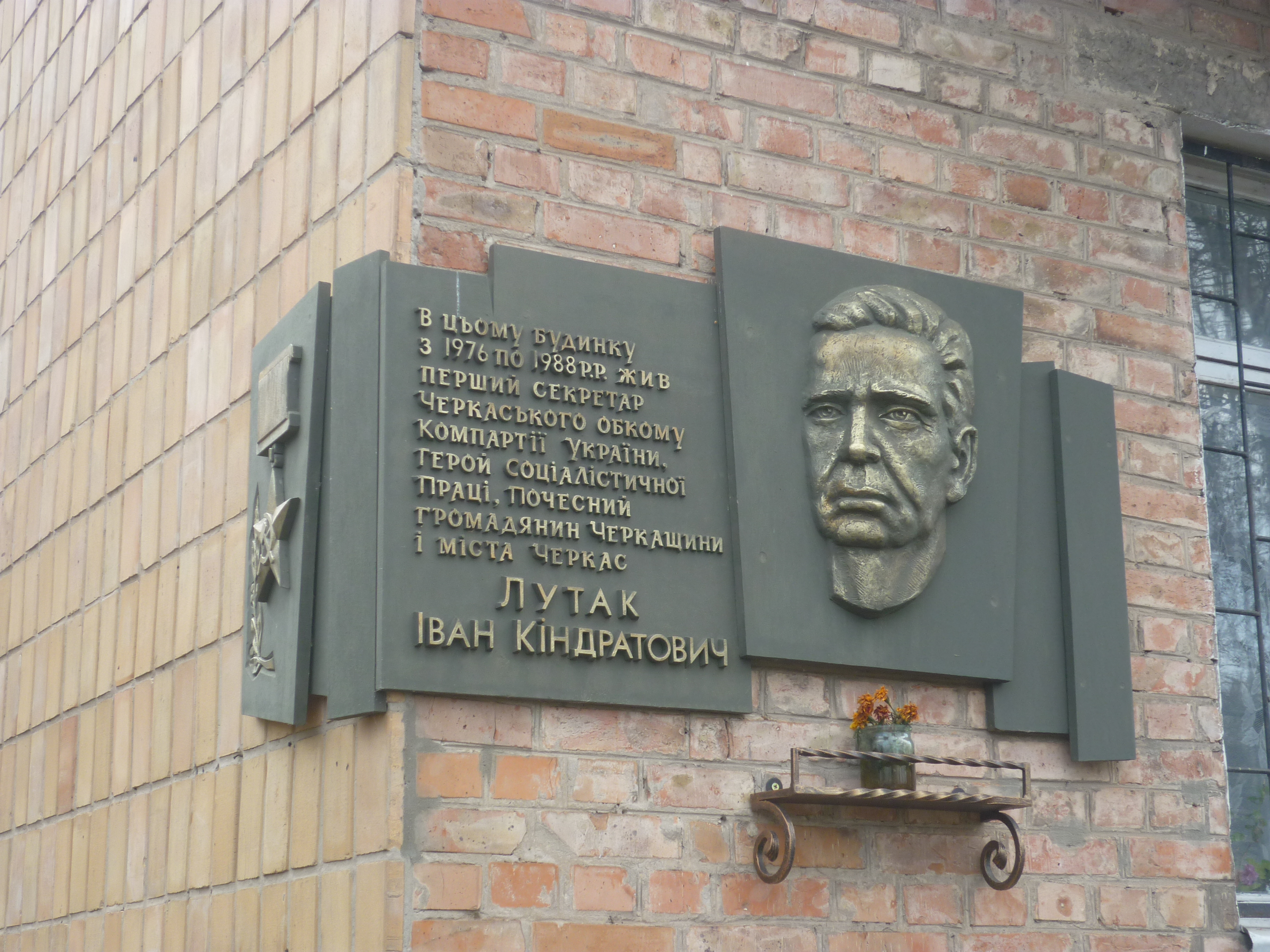
Лутаку І. К. — на фасаді будинку № 10, де проживав перший керівник Черкаської області
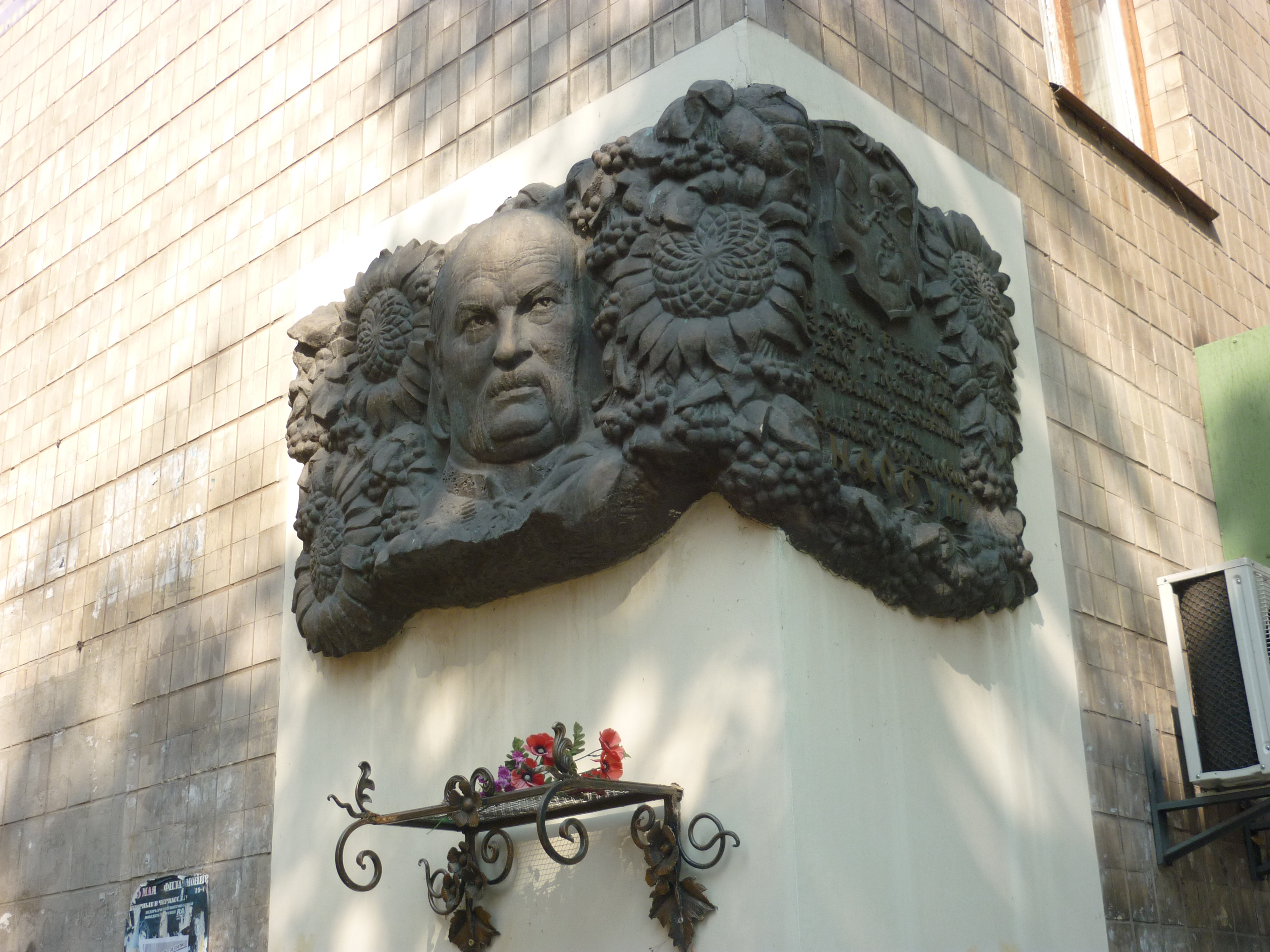
Нарбуту Д. Г. — на фасаді будинку № 24, жив і працював художник у 1965–1998 роках
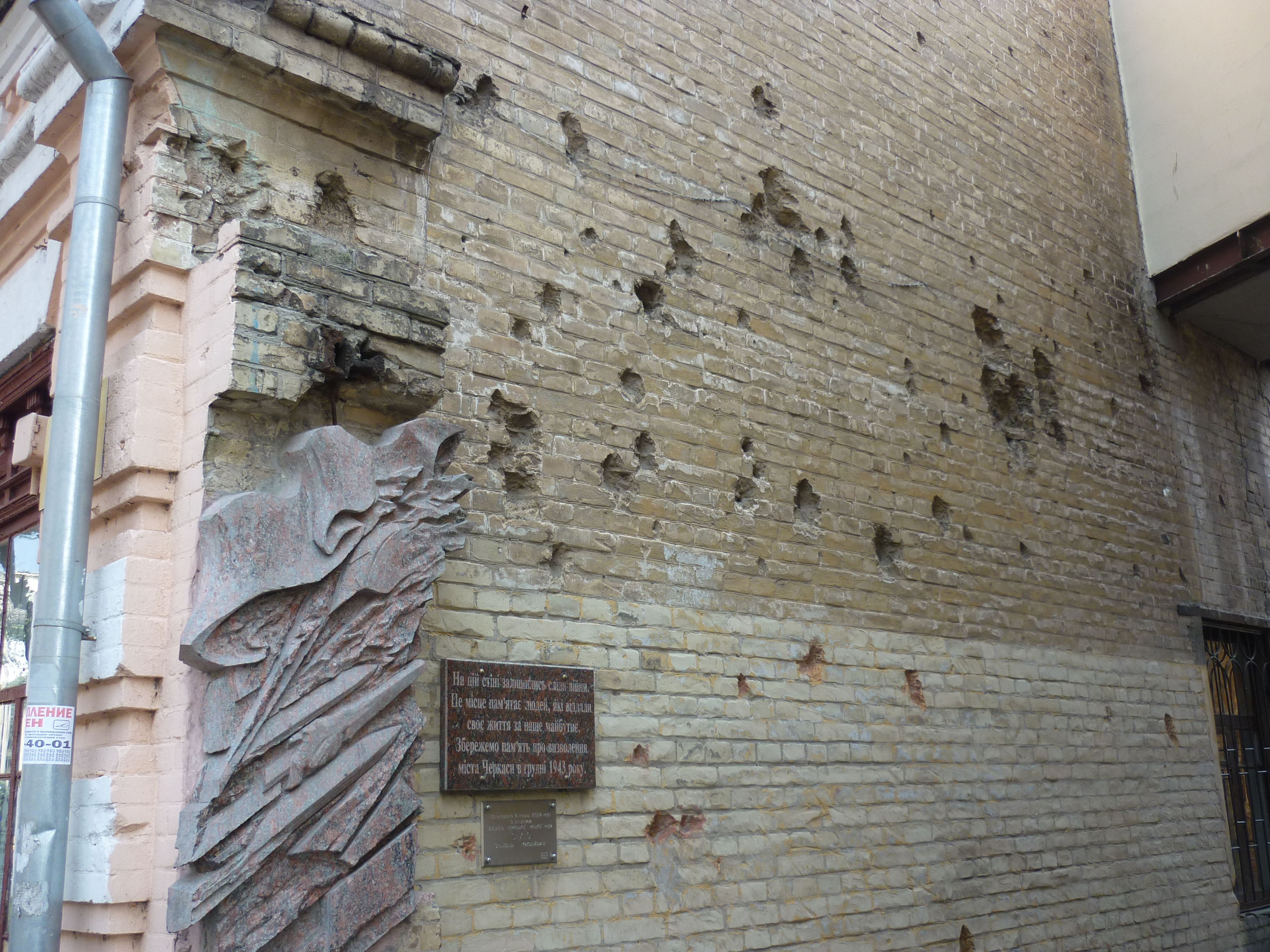
«Сліди війни» — на фасаді будинку № 33, де залишились сліди від снарядів при визволенні Черкас в 1943 році
- Кондратюку О. І. — загиблому учаснику АТО, кіборгу — на фасаді Черкаської медичної академії
- Черненку М. Ю. — архітектору — на фасаді мерії
- Подолянчуку Є. П. — загиблому учаснику АТО — на фасаді  спеціалізованої школи № 3

- Лутаку І. К.
- Нарбуту Д. Г.
- «Сліди війни»